# Overturn Glacier
Overturn Glacier är en glaciär i Antarktis. Den ligger i Östantarktis. Australien gör anspråk på området. Overturn Glacier ligger 995 meter över havet.
Terrängen runt Overturn Glacier är huvudsakligen kuperad, men söderut är den platt. Trakten är obefolkad. Det finns inga samhällen i närheten.